# Bohdan Jarochowski

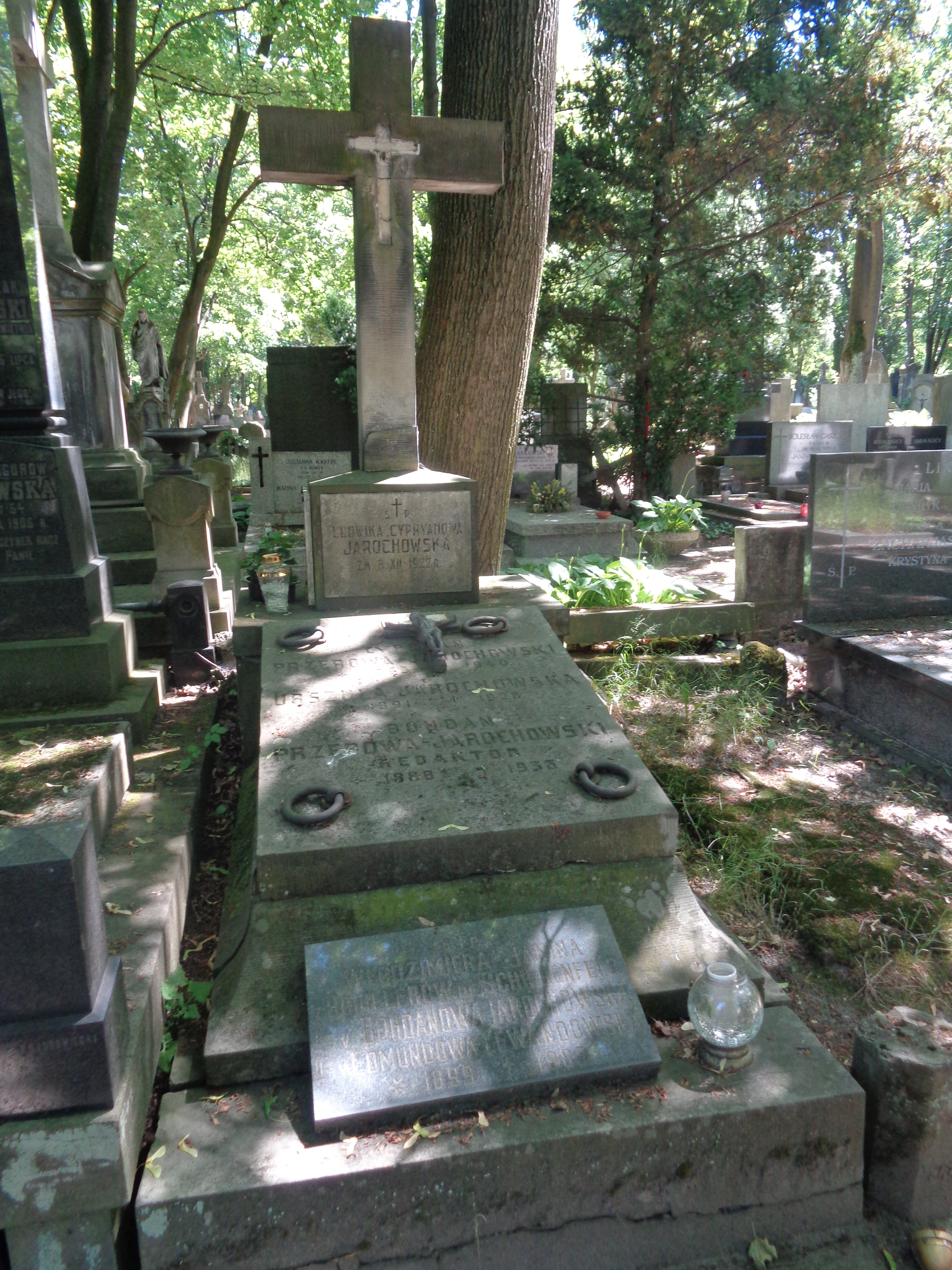
Grób Bohdana Jarochowskiego

Bohdan Zdzisław Jarochowski herbu Przerowa (ur. 25 kwietnia 1888 w Warszawie, zm. 28 października 1936 w Poznaniu) – polski dziennikarz.

## Życiorys
Urodził się 25 kwietnia 1888. Ukończył studia na Wydziale Prawa Uniwersytetu Jagiellońskiego. Był członkiem i filistrem honorowym korporacji akademickiej „Mercuria”.
Został dziennikarzem. Pracował w redakcjach pism „Gazeta Poranna”, „Słowo Polskie”, „Gazeta Powszechna”, a później w „Kurierze Poznańskim”, w którym od 1927 był redaktorem, zaś od 1933 pełnił funkcję redaktora naczelnego. Sprawował stanowisko prezesa Syndykatu Dziennikarzy Wielkopolski i Pomorza od 1922 do 1927. Był członkiem zarządu Głównego Związku Zawodowego Dziennikarzy RP w Warszawie. Działał jako sekretarz i prezes Towarzystwa Polsko-Czechosłowackiego oraz wiceprezes Towarzystwa Polsko-Jugosłowiańskiego. Był członkiem zarządu Towarzystwa Akcyjnego „Gazeta Powszechna” w Poznaniu. Pełnił mandat radnego Rady Miasta Poznania kadencji od 1934 do 1937 (zmarł przed jej upływem).
Zmarł 28 października 1936 w szpitalu w Poznaniu. Został pochowany na cmentarzu Powązkowskim w Warszawie (kwatera 84, rząd 4, grób 3).